# فتاة تبحث عن الحب (فلم)
فتاة تبحث عن الحب فيلم مصري من إنتاج سنة 1977، فى إحدى المناطق الصحراوية، تقوم فتحية (شويكار) بإدارة مطعم صغير لعمال المنجم تساعدها إبنتها نجوان  (يسرا) التى لا تجد أمامها سوى أمها وعشيق الأم المعلم سعدون (جميل راتب) ، ينزل إلى البلدة شاب قادم من العاصمة كى يعمل مراقبا للمنجم، هذا الشاب مجدى  (نور الشريف) يبدأ عمله بالمنجم و بكتشف الفساد المنشر في المنجم  ويعرف ان سعدون ضليع فى أعمال كثيرة بالمنجم، بل أنه يستفيد مباشرة منه،  يكتشف مجدي أن المنجم آيل للسقوط فيغلقه ولكن هذا التصرف يغضب الذين يزورون ويختلسون من حسابات المنجم وينشأ صراع بين مجدي و سعدون الا ان تنتهي الاحداث بنهاية مأساوية. 